# Sedum rubrotinctum
Sedum rubrotinctum, és una espècie de planta del gènere dels crespinells (Sedum) que es fa servir com planta d'interior. És una planta suculenta originària de Mèxic, és de cultiu fàcil i tolera tots els tipus de sòl, excepte els mal drenats. No tolera les gelades.
Les seves fulles canvien de color de verd a vermell durant els mesos d'estiu com una mesura de protecció, les seves flors són de color groc brillant i floreix a mitjan primavera.
S'originen noves plantes a partir de les seves fulles carnoses (similars fesols). Sedum rubrotinctum és una planta verinosa i pot causar irritacions si s'ingereix o es toca.